# استیون شوارتس
استیون لورنس شوارتس (انگلیسی: Stephen Lawrence Schwartz؛ زاده ۶ مارس ۱۹۴۸) ترانه‌سرا و آهنگساز تئاتر موزیکال آمریکایی است.

## فعالیت‌ها
از معروفترین آثار وی می‌توان به تئاترهای موزیکال گاداسپل (۱۹۷۱) و شرور (۲۰۰۳) اشاره کرد.
وی همچنین برای فیلم‌هایی نیز ترانه‌سرایی کرده‌است؛ مانند پویانمایی عزیز مصر (۱۹۸۸؛ ترانه‌سرا و آهنگساز).

## جوایز
شوارتس سه جایزه گرمی و سه جایزه اسکار برنده شده و نامزد شش جایزه تونی نیز گشته‌است.